# Cristina de Osma
Santa Cristina de Osma, es una santa del siglo III venerada por la Iglesia católica. Su festividad se celebra el 24 de julio en Osma junto a Santa Cristina de Bolsena. Es la patrona de la Ciudad de Osma y goza de la avocación de "Santa Cristina, Virgen y Mártir".
Se trata en realidad de una santa legendaria, producto de una duplicidad hagiográfica con la citada Santa Cristina de Bolsena.

## Historia
Desde el siglo XIV existen noticias de la advocación de Santa Cristina de Bolsena en Osma, a cuyo culto está dedicada la actual iglesia barroca construida en el siglo XVIII. Es precisamente al final de esta centuria cuando se trae de Roma el cuerpo santo que se conserva actualmente colocado en su altar mayor, y que supuestamente perteneció a una joven mártir romana.
La devoción a santa Cristina llevó, a lo largo de los años, a una confusión histórica semejante a la sucedida con otros santos y santas populares: la santa venerada en Osma fue fundida con la santa Cristina de Bolsena, y se atribuyeron a aquella los mismos martirios y milagros que se cuentan de esta; y por su parte, los restos conservados en Osma fueron también confundidos con los de la santa italiana, cuyas verdaderas reliquias se encuentran en su basílica de Bolsena. Es por ello por lo que ambas santas celebran su festividad en Osma en el mismo día 24 de julio.
En el Archivo Parroquial se conserva una cédula fechada en Roma en el año 1788. Se trata de la primera parte del documento de la autentificación de la reliquia, en donde se dice que los restos de la joven mártir custodiados en Osma fueron extraídos del cementerio romano de San Calixto. En realidad se trata, pues, de una mártir anónima de las catacumbas, y por tanto no se conservan noticias de su vida ni de las verdaderas circunstancias de su martirio.
El cuerpo de esta santa fue entregado en Roma al Rvdo. P. Fray Antonio de Reyes, procurador general de los Carmelitas de España, con destino a la Parroquia de Osma. El coste de su traslado corrió a cargo de Felipe Sanz García, natural de Osma, y canónigo de la S.I. Catedral de El Burgo de Osma. Las reliquias llegaron a la Ciudad de Osma en el año 1789.

## Reliquias
Traídas, como decíamos, por un canónigo del pueblo, a finales del siglo XVIII, las reliquias fueron agasajadas con una rica vestimenta blanca y azul, vestimenta que todavía hoy conserva, cubriendo las partes visibles del esqueleto con una reconstrucción de cera, algo muy habitual en este tipo de cuerpos santos. Además, en la mano izquierda lleva una larga pluma verde o palma y tras la cabeza un tocado a modo de corona que acolcha la caída de la cabeza sobre dos cojines carmesí bordados en oro que hacen la función de reposacabezas de esta magnífica reliquia cuyo aspecto le confiere cierto aspecto de Bella Durmiente. Junto a los cojines aparece una copa que contiene el "vas sanguinis", que recoge su sangre, signo del martirio.
Su postura, vestimenta y disposición recuerdan a otros mártires de las catacumbas, como Santa Columba de Pachuca, Santa Faustina de Guanajuato o Santa Clementina de Correggio, lo que prueba la existencia de una escuela de arte que era la que realizaba los cuerpos yacentes de estos mártires.

## Iconografía
Al haberse identificado sus restos erróneamente con los de Santa Cristina de Bolsena, las representaciones existentes en la Ciudad de Osma y El Burgo de Osma pertenecen a esta santa. Únicamente existe una escultura perteneciente a la colección de sorianos ilustres situada en la fachada del Palacio de la Diputación Provincial en Soria, realizada en bronce por Federico Coullaut-Valera en 1971. Representa a Santa Cristina de Osma, atada al tronco de un árbol.